# Habenaria taeniodema
Habenaria taeniodema är en orkidéart som beskrevs av Victor Samuel Summerhayes. Habenaria taeniodema ingår i släktet Habenaria och familjen orkidéer. Inga underarter finns listade i Catalogue of Life.